# Luigi Pallavicini
Luigi Odoardo Pallavicini (Brescia, 19 aprile 1905 – Brescia, 8 febbraio 1958) è stato un calciatore italiano, di ruolo portiere.

## Carriera
Entrò a far parte della rosa del Torino nella stagione 1926-1927, disputando tuttavia il solo primo match di campionato a Livorno il 3 ottobre 1926, perso dai granata per 2-1, per fare quindi posto a Bosia.
Nella stagione successiva scende in    Seconda Divisione, terzo livello della piramide calcistica, al Lanificio Manerbio.
Dopo aver finito la carriera di calciatore, divenne arbitro, dirigendo anche gare di Serie C, per poi passare nel corpo dei segnalinee.

## Palmarès

### Club

#### Competizioni nazionali
- Campionato italiano: 1 (revocato)

Torino: 1926-1927